# 福岡競艇場
福岡競艇場（ふくおかきょうていじょう）は、福岡県福岡市中央区那の津一丁目にある競艇場である。

## 概要
1953年（昭和28年）9月26日に初開催が行なわれた。福岡市の中心繁華街である天神から徒歩でわずか10分と近く、平和島競艇場（東京都）と並んで「都市型競艇場」の代表格としてあげられる。主催者は福岡市と福岡都市圏広域行政事業組合（筑紫野市、春日市、大野城市、太宰府市、那珂川市、古賀市、宇美町、篠栗町、志免町、須恵町、新宮町、久山町、粕屋町、宗像市、福津市、糸島市で構成される一部事務組合）。
俗に北天神と呼ばれる場所に位置し、地元の住民からは、地名にちなんで「那の津」とも呼ばれている。
通称は、福岡競艇、福岡ボート（2009年まで）、BOAT RACE福岡（ボートレースふくおか）。なお、条例上の正式名称は「福岡競艇場」のまま変更されていない。
2004年（平成16年）10月には、福岡競艇場のマスコットが定められ、一般公募により「ペラ坊」と命名された。2015年（平成27年）10月30日には、ペラ坊の女友達キャラクターが、一般公募により「ペラ美」と命名された。
また、2007年（平成19年）12月19日から24日までの6日間、第22回賞金王決定戦競走が開催された。住之江競艇場（大阪府）以外での開催は、第6回大会の平和島競艇場（東京都）・第11回大会の戸田競艇場（埼玉県）・第15回大会の平和島競艇場（2回目）以来7年ぶり4回目となり、九州地区においての開催は史上初。
2009年（平成21年）には5月26日から5月31日までの6日間、九州地区では初となる第36回笹川賞競走（ボートレースオールスター）が開催された。実況は、福岡県内の3場（若松・芦屋・福岡）をRKBミューズに所属する女性アナウンサー数人でローテーションで回しているが、SG（開催日前半戦など一部レース除く）・GI（一部優勝戦など）は内田和男が担当することがあった（しかし、2007年当地開催の賞金王決定戦競走における、賞金王シリーズ戦では優勝戦を含む全レースに渡って前述の女性アナウンサーが担当した）。

## 施設の特徴
スタンドから競走水面を見ると、正面奧には福岡高速環状線、2マーク方向の奥には福岡PayPayドームが見え、また周囲は高層ビルが林立している（その中には九州朝日放送の本社屋と電波塔もある）など、まさに「都市型競艇場」と言える。さらに近くには福岡国際センターやマリンメッセ福岡等の施設もある。
2003年11月16日には「明るく開放的な空間」をコンセプトにした中央スタンドがオープンし、それを受け西スタンドが2004年に解体された。西スタンドの跡地は2004年に行われた全日本選手権競走ではイベント広場として使用された後で閉鎖されたが、2005年6月26日より芝生広場として開放された。
それまでの中央入場門横にある場内外向前売発売所(本場開催時の7:00から10R締切り［通常の昼間開催時は現在は15:13・サマータイムレース開催時は16:30］まで発売、以降は場内に無料で入場可能になる)と別施設で2011年4月15日に他場外向前売場外発売所のペラボート福岡が利用開始となり、昼間開催とナイター開催が2場ずつ最大4場の場外勝舟投票券が購入可能となり、2017年2月1日からは昼間5場(ただしモーニングレースはオープンの10時以降のレースを発売)ナイター3場の最大8場に場外発売のレース場が拡大された。
また芝生広場の一角に2017年2月25日より新施設ROKUが利用開始となった。
2016年4月1日からは、楽天Edy機能付きのキャッシュレスカードのペラ坊カードが利用開始となった。

## 水面の特徴

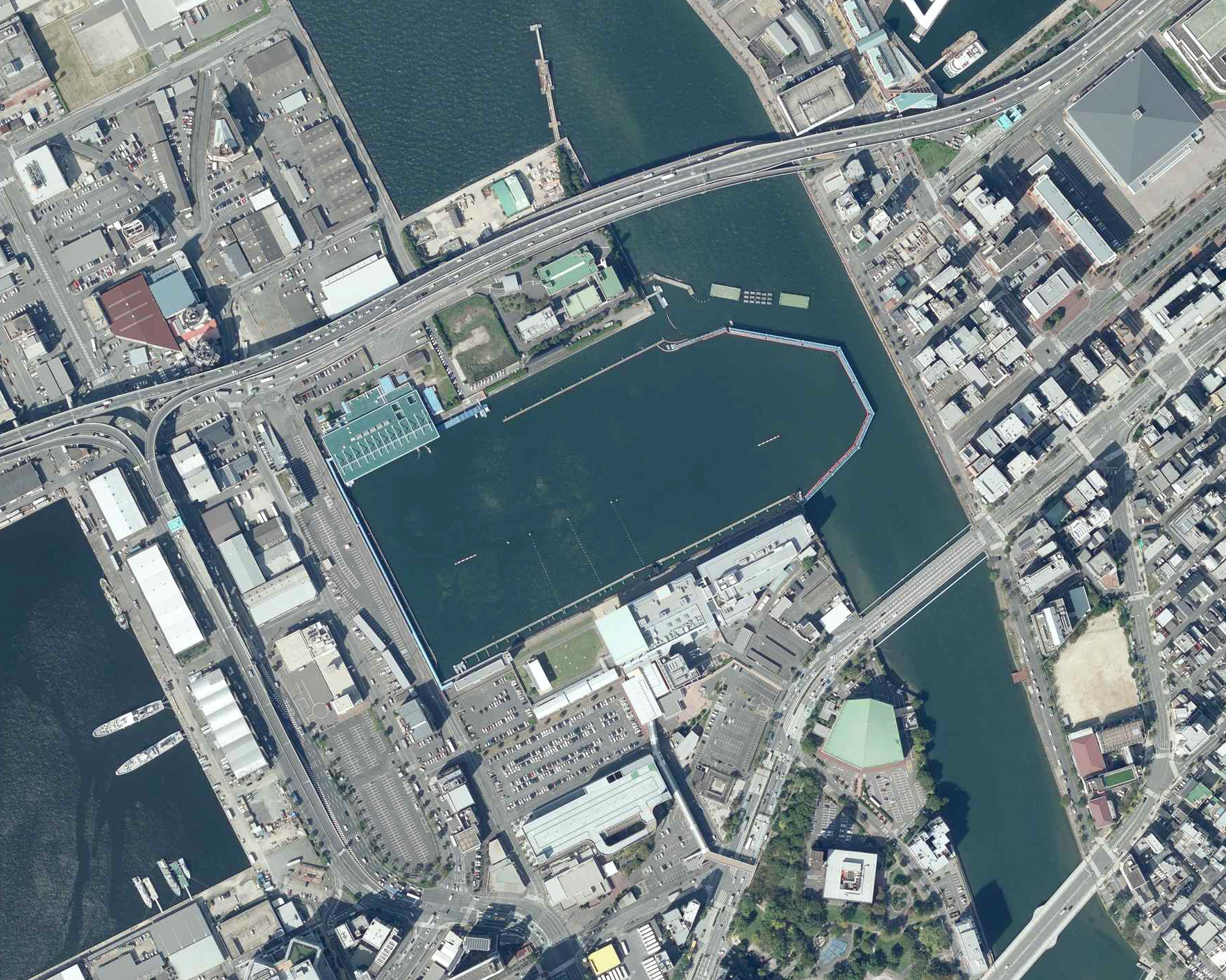
福岡競艇場周辺の空中写真。2020年10月5日撮影。。写真左上の緑の屋根の建物内にピットがある

競走水面は海で、水質は海水または汽水。立地の都合上コースの横幅がとれないため第1ターンマーク部分が那珂川の河口部に突き出ているという、全国的に見ても他に類がない特異な競走水面である。満潮時には第1ターンマーク付近で海水と淡水がぶつかり合うことで複雑なうねりが発生するため、江戸川競艇場と並んで全国屈指の難水面としても有名。また前述の理由で競走水面が狭いことからピットは他の競艇場で一般的な2マークのホームストレッチ側ないし奥ではなく、2マークのバックストレッチ側（競走水面の左上）に設置されており、スタート地点までの助走距離も180mと全国で最も短く、ダッシュも利きづらい。このような水面状況のため、かつてはインの勝率が非常に低く差しや捲り優勢だったが、2023年時点ではインの勝率は50%台後半程度と若干改善されている。
競走水面には魚が棲息しており、レース中に水面に跳ねたボラがボートや選手と衝突する事故もしばしば発生する。実際にボラとの衝突を経験したことのある西山貴浩によれば「ヘルメットのシールドが割れるぐらいの衝撃」とのことで、後に脳震盪と診断され帰郷を余儀なくされた。

## 主要開催競走
企業杯(GIII)として、「アビスパ福岡杯」が行なわれている。かつては、キャビン杯争奪戦競走・JAS CUPの名で企業杯が開催されていた。
新鋭リーグや女子リーグは他の競艇場のように毎年のように開催されていない。不定形で開催することがある。2010年は新鋭リーグ戦が2回（3月・9月）開催された。3月に開催された新鋭リーグの名称は2010新鋭リーグ戦第4戦植木通彦フェニックスカップ（2008、2009年は開催されず。）、また2010年は女子リーグ戦（第10戦）も開催される（2008、2009年は開催されず。）。またオール女子戦（格付けは一般戦、2019年はGⅢ）として、「LOVE・FM福岡なでしこカップ」が毎年行われている。
なお、2019年にはOG特別枠が設けられた、ヴィーナスシリーズ大幅変更の発表後、最初のヴィーナスシリーズとなる、「特別ヴィーナスシリーズ」の記念すべき第1戦が6月27日から7月2日までの日程で開催された。
なお、急遽開催レースが変更になったため、当初開催予定だった、恒例のレースの「山笠特選レース」はこの年は行わないことになった。
正月は「新春開運特選レース」お盆は「お盆特選レース」年末は「歳末特選レース」が行われている。また一般競走においても、地元ならではの祭り行事にふさわしいタイトルを付けて開催している。ゴールデンウィークは「どんたく特選レース」毎年7月には「山笠特選レース」が行われている。
他にも、ボートレース平和島やボートレース住之江と合同で三都市対抗戦を定期的に開催している。
5日間開催以上の最終日9Rには、準優勝戦に進出できなかった選手の得点上位者によって行われる選抜戦｢ペラ坊特選｣がある。また、10R特別選抜B戦のレース名は｢那の津選抜｣・11R特別選抜A戦（順位決定戦）は｢舞鶴特選｣と名付けられている。これは周年・DC・地区選などの記念レースでも同じ名称によって行われている。
周年記念 (GI) として「福岡チャンピオンカップ」が行われている。
なお、全国発売されるプレミアムG1競走では2015年に「第4回クイーンズクライマックス（賞金女王決定戦競走）」が、2018年には「第19回マスターズチャンピオン（名人戦競走）」が、また2024年には「レディースチャンピオン（女子王座決定戦）」が初開催された。なお、「新鋭王座決定戦→ヤングダービー」はまだ一度も開催されていない。

## 過去のSG開催実績
| 開催年 | 競走名                                                 | 優勝者     | 登番 | 出身 |
| ------ | ------------------------------------------------------ | ---------- | ---- | ---- |
| 1955   | 第3回全日本選手権競走                                  | 村田吉広   | 308  | 滋賀 |
| 1959   | 第6回全日本選手権競走                                  | 深川功     | 1216 | 東京 |
| 1966   | 第12回モーターボート記念競走                           | 金子安雄   | 1435 | 埼玉 |
| 1972   | 第7回総理大臣杯競走                                    | 石黒広行   | 1693 | 愛知 |
| 1972   | 第18回モーターボート記念競走                           | 彦坂郁雄   | 1515 | 千葉 |
| 1977   | 第24回全日本選手権競走                                 | 松本進     | 1738 | 愛知 |
| 1979   | 第26回全日本選手権競走                                 | 八尋信夫   | 2108 | 福岡 |
| 1985   | 第32回全日本選手権競走                                 | 彦坂郁雄   | 1515 | 千葉 |
| 1989   | 第35回モーターボート記念競走                           | 松田雅文   | 2502 | 福岡 |
| 1993   | 第39回モーターボート記念競走                           | 原田順一   | 2273 | 福岡 |
| 1996   | 第43回全日本選手権競走                                 | 上瀧和則   | 3307 | 佐賀 |
| 1998   | 第45回全日本選手権競走                                 | 濱野谷憲吾 | 3590 | 東京 |
| 2004   | 第39回総理大臣杯競走                                   | 今村豊     | 2992 | 山口 |
| 2004   | 第51回全日本選手権競走                                 | 田頭実     | 3257 | 福岡 |
| 2006   | 第53回全日本選手権競走                                 | 魚谷智之   | 3780 | 兵庫 |
| 2007   | 第21回賞金王決定戦競走                                 | 吉川元浩   | 3854 | 兵庫 |
| 2007   | 第21回賞金王シリーズ戦                                 | 山崎智也   | 3622 | 群馬 |
| 2009   | 第36回笹川賞競走                                       | 瓜生正義   | 3783 | 福岡 |
| 2011   | 第57回モーターボート記念競走                           | 瓜生正義   | 3783 | 福岡 |
| 2012   | 第59回全日本選手権競走                                 | 丸岡正典   | 4042 | 大阪 |
| 2013   | 第40回笹川賞競走                                       | 新田雄史   | 4344 | 三重 |
| 2014   | 第41回笹川賞競走（ボートレースオールスター）           | 菊地孝平   | 3960 | 静岡 |
| 2016   | 第63回全日本選手権競走（ボートレースダービー）         | 瓜生正義   | 3783 | 福岡 |
| 2017   | 第44回笹川賞競走（ボートレースオールスター）           | 石野貴之   | 4168 | 大阪 |
| 2019   | 第46回笹川賞競走（ボートレースオールスター）           | 吉川元浩   | 3854 | 兵庫 |
| 2021   | 第56回総理大臣杯競走（ボートレースクラシック）         | 石野貴之   | 4168 | 大阪 |
| 2023   | 第69回モーターボート記念競走（ボートレースメモリアル） | 馬場貴也   | 4262 | 滋賀 |

※2014年からは支部表記

## SG・プレミアムG1開催予定
- 第28回チャレンジカップ（SG）2025年（令和7年）11月25日 - 30日

## 交通アクセス
- 福岡空港から車で約15分。
- 福岡高速環状線・天神北出入口から車で1分。
- 西鉄福岡（天神）駅（西鉄天神大牟田線）から徒歩15分[6]、天神駅（福岡市地下鉄空港線）から徒歩で約10分[2][6]。もしくは天神ソラリアステージ前から西鉄バスで約5分、福岡市民ホール北口（ボートレース福岡前）下車。
- 博多駅前A乗り場から西鉄バスで約20分、福岡市民ホール北口（ボートレース福岡前）下車。